# Fundación Chile 21
Chile 21 (FC21), a veces estilizado como Fundación Chile21 o solamente Chile21, es una fundación y think tank chileno progresista fundado en 1992 por personeros de la coalición de centroizquierda gobernante en el país, la Concertación, con el fin de "constituir un espacio de reflexión programática del progresismo".
En 1995 obtuvo su personalidad jurídica y estuvo encabezado, hasta el año 2000, por el expresidente de la República Ricardo Lagos Escobar, quien fue el primer presidente de la fundación.

## Vínculos nacionales
Chile 21 a dado ayuda y asesoramiento en políticas públicas a distintos conglomerados y partidos de la política nacional desde su fundación, especialmente a los bloques políticos Concertación y Nueva Mayoría. De igual forma ha brindado servicios al Partido Socialista (PS) y al Partido por la Democracia (PPD), además de distintas iniciativas progresistas chilenas.

## Relaciones e impacto internacional

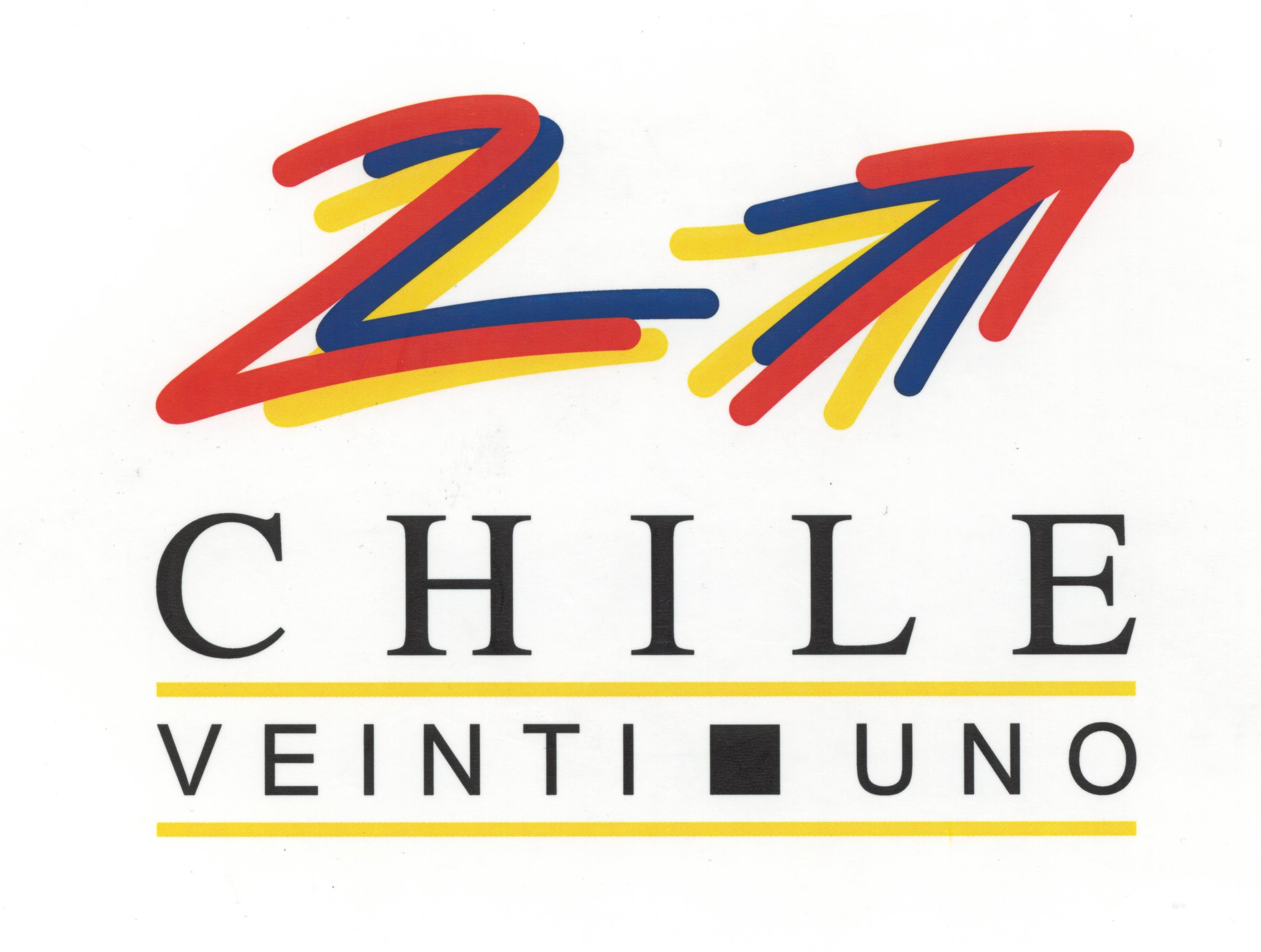
Logotipo antiguo de Chile 21.

Actualmente Chile21 es uno de los centros de pensamiento más influyentes de Chile y Latinoamérica. De acuerdo al Global Think Tank Index la fundación avanzó al puesto 22 a nivel regional y se mantiene 3.ª a nivel nacional.
La fundación es miembro de la denominada Red de Centros Progresistas de América Latina, integrada por la Fundación Perseo Abramo (Brasil), CEPES (Argentina) y la Fundación Liber Seregni (Uruguay). Dicha red es apoyada por las fundaciones Friedrich Ebert (Alemania), Jean Jaurés (Francia) y Pablo Iglesias (España). También mantiene relaciones con otros centros de pensamiento internacionales, como el Centro de Estudios Municipales y Provinciales de Argentina (CEMUPRO), y el Instituto de Investigación Social, Económica y Política Ciudadana (ISEPCi), fundación también argentina.

## Directorio
El directorio está conformado por:
- Presidenta: Alejandra Krauss
- Director ejecutivo: Daniel Grimaldi
- Directores: Carlos Ominami, Sergio Bitar, Marcelo Mena